# Hieracium smolandicum
Hieracium smolandicum là một loài thực vật có hoa trong họ Cúc. Loài này được (Dahlst.) Almq. ex Dahlst. mô tả khoa học đầu tiên năm 1894.